# Traveling Wilburys
Les Traveling Wilburys est un supergroupe anglo-américain actif de la fin des années 1980 au début de la décennie 1990, composé de Bob Dylan, George Harrison, Tom Petty, Jeff Lynne et Roy Orbison. Le batteur Jim Keltner fut surnommé le « sixième Wilbury ». Après un premier album au succès international,  Traveling Wilburys Vol. 1, comprenant le hit Handle with Care, le groupe est affecté par la mort de Roy Orbison à la fin de l'année 1988, mais publie néanmoins une deuxième œuvre intitulée  Traveling Wilburys Vol. 3. Des projets de tournée voient le jour, mais ils ne se réalisent pas, le groupe cessant toute activité en 1991. 

## Histoire
En 1988, George Harrison demande à Bob Dylan d'utiliser son studio à Malibu pour enregistrer une chanson, Handle with Care, qui doit apparaître en face B de This Is Love, tirée de son album solo Cloud Nine. Il amène Roy Orbison et Jeff Lynne, avec qui il déjeunait ce jour-là. Dylan et Tom Petty, présents eux aussi, se joignent à la séance, qui tourne à la fête. Ainsi les Traveling Wilburys voient le jour. 
À l'origine, Tom Petty n'était pas censé faire partie du groupe mais George Harrison, ayant oublié sa guitare chez lui, l'invita à se joindre à eux quand il alla récupérer celle-ci.
Handle with Care est détournée de sa destination originelle (pour laquelle les producteurs la jugent d'ailleurs trop précieuse pour une face B) et devient la première chanson d'un album écrit par les cinq musiciens et enregistré en dix jours chez Dave Stewart. Cet album, Traveling Wilburys Vol. 1, sort en octobre 1988. Chacun des partenaires apparaît sous un pseudonyme, tous étant censés être demi-frères de la "famille" Wilbury. La vidéo correspondante arrive également sur MTV sans la moindre mention de leurs identités réelles et avec un suspense visuel habilement ménagé, ce qui suscite aussitôt des interrogations.
L'effacement voulu des egos pour servir la musique elle-même crée un engouement inattendu et l'album, pensé au départ comme une simple fête collective, se vend à cinq millions d'exemplaires : il se classe dans le Top 100 des meilleurs albums des années 1980. Un second album est immédiatement mis en chantier. 
Malgré la mort de Roy Orbison en décembre 1988, les quatre membres restants poursuivent leur collaboration et le deuxième album du groupe, intitulé à dessein Traveling Wilburys Vol. 3, paraît en octobre 1990. Son succès est cependant moindre que celui du premier album.

## Membres
Pour l'album Traveling Wilburys Vol. 1, les pseudonymes pris par les cinq musiciens sont[réf. souhaitée] :
- Otis Wilbury (Jeff Lynne) ;
- Nelson Wilbury (George Harrison) ;
- Charlie T. Junior (Tom Petty) ;
- Lefty Wilbury (Roy Orbison) ;
- Lucky Wilbury (Bob Dylan).

Dans cet album, les seules indications permettant d'identifier les membres du groupe sont une photo, floue et vieillie, et des remerciements à Barbara Orbison et Dhani, le fils de George Harrison.
Pour l'album Traveling Wilburys Vol. 3, les quatre membres du groupe adoptent de nouveaux pseudonymes[réf. souhaitée] :
- Spike Wilbury (George Harrison) ;
- Muddy Wilbury (Tom Petty) ;
- Clayton Wilbury (Jeff Lynne) ;
- Boo Wilbury (Bob Dylan).

Plusieurs photos assez claires permettent d'identifier les membres, en plus des remerciements à Jane Petty et Dhani Harrison. Cet album est dédié à « Lefty Wilbury », pseudonyme de Roy Orbison pour le premier album.

## Discographie

### Albums
- 24 octobre 1988 : Traveling Wilburys Vol. 1
- 29 octobre 1990 : Traveling Wilburys Vol. 3

### Compilation
- 12 juin 2007 : The Traveling Wilburys Collection

Album composé de deux CD et un DVD intitulé The True History of the Traveling Wilburys. Le CD 1 contient deux titres inédits, Maxine et Like a Ship. Le CD 2 contient aussi deux chansons bonus, Nobody's Child et Runaway.

### Singles
- 1988 : Handle with Care
- 1989 : End of the Line (en)
- 1989 : Heading for the Light (en)
- 1990 : Nobody's Child
- 1990 : She's My Baby (en)
- 1991 : Inside Out (en)
- 1991 : Wilbury Twist (en)